# Fallon Station
Fallon Station è un census-designated place (CDP) degli Stati Uniti, situato nella Contea di Churchill nello stato del Nevada. Nel censimento del 2000 la popolazione era di 1.265 abitanti.

## Geografia fisica
Secondo i rilevamenti dell'United States Census Bureau, la località di Fallon Station si estende su una superficie di 6,4 km², tutti occupati da terre.

## Popolazione
Secondo il censimento del 2000, a Fallon Station vivevano 1.265 persone, ed erano presenti 356 gruppi familiari. La densità di popolazione era di 197 ab./km². Nel territorio comunale si trovavano 366 unità edificate. Per quanto riguarda la composizione etnica degli abitanti, il 69,64% era bianco, l'8,70% era afroamericano, l'1,42% era nativo, l'8,62% era asiatico e lo 0,95% proveniva dall'Oceano Pacifico. Il 5,38% della popolazione apparteneva ad altre razze e il 5,30% a più di una. La popolazione di ogni razza ispanica corrispondeva al 10,75% degli abitanti.
Per quanto riguarda la suddivisione della popolazione in fasce d'età, il 43,6% era al di sotto dei 18, il 12,6% fra i 18 e i 24, il 42,4% fra i 25 e i 44, l'1,3% fra i 45 e i 64, mentre infine lo 0,1% era al di sopra dei 65 anni di età. L'età media della popolazione era di 22 anni. Per ogni 100 donne residenti vivevano 102,1 maschi.